# Contea di Guyra
La contea di Guyra è una Local Government Area che si trova nel Nuovo Galles del Sud. Essa si estende su una superficie di 4.395 chilometri quadrati e ha una popolazione di 4.550 abitanti. La sede del consiglio si trova a Guyra.